# Anthony van Assche
Anthony van Assche (Sas van Gent, 15 maart 1989) is een Nederlands voormalig turner.
Van Assche nam vijf maal deel aan de wereldkampioenschappen turnen en zeven maal aan de Europese kampioenschappen turnen. Hij werd in 2005, 2006, 2009 en 2011 Nederlands kampioen allround en won in 2010, 2011 en 2012 de nationale titel op de ringen en in 2010 op brug. Hij was in 2016 als reserve lid van het Nederlandse team dat zich kwalificeerde voor de Olympische Zomerspelen 2016 maar hij was daar zelf niet bij. In november 2018 stopte Van Assche met turnen.